# Slag aan de Hase
De Slag aan de Hase vond plaats aan de Hase, een zijrivier van de Eems, in de omgeving van het huidige Osnabrück. De veldslag was een van de vier slagen die Karel de Grote, koning van het Frankische Rijk, leverde tegen de Saksen in de Saksenoorlogen.
Ondanks de lange duur van de Saksenoorlog, voerde Karel maar een paar keer slag tegen de Saksen. In 783 vonden twee gevechten kort achter elkaar plaats binnen een tijdsbestek van enkele dagen. De Slag bij Detmold was het eerste treffen dat vervolgd zou worden in de slag aan de Hase.